# Jan Lecker
Jan Lecker (Rotterdam, 26 april 1964) is een voormalig voetballer van FC Utrecht, SVV en PEC Zwolle '82.

## Carrièrestatistieken
| Seizoen         | Club            | Land            | Competitie      | Competitie | Competitie | Beker | Beker | Internationaal | Internationaal | Overig | Overig | Totaal | Totaal |
| Seizoen         | Club            | Land            | Competitie      | Wed.       | Dlp.       | Wed.  | Dlp.  | Wed.           | Dlp.           | Wed.   | Dlp.   | Wed.   | Dlp.   |
| --------------- | --------------- | --------------- | --------------- | ---------- | ---------- | ----- | ----- | -------------- | -------------- | ------ | ------ | ------ | ------ |
| 1984/85         | FC Utrecht      | Nederland       | Eredivisie      | 8          | 0          | –     | 0     | 0              | 0              | 0      | 0      | 8      | 0      |
| 1985/86         | FC Utrecht      | Nederland       | Eredivisie      | 12         | 0          | –     | 0     | 0              | 0              | 0      | 0      | 12     | 0      |
| 1986/87         | FC Utrecht      | Nederland       | Eredivisie      | 8          | 0          | –     | 0     | 0              | 0              | 0      | 0      | 8      | 0      |
| 1987/88         | SVV             | Nederland       | Eerste divisie  | 29         | 3          | –     | 0     | 0              | 0              | 0      | 0      | 29     | 3      |
| 1988/89         | PEC Zwolle '82  | Nederland       | Eredivisie      | 5          | 1          | –     | 0     | 0              | 0              | 0      | 0      | 5      | 1      |
| Carrière totaal | Carrière totaal | Carrière totaal | Carrière totaal | 62         | 4          | 0     | 0     | 0              | 0              | 0      | 0      | 62     | 4      |

## Erelijst

### MetFC Utrecht
| Nationaal          |    |         |
| Winnaar KNVB beker | 1x | 1984/85 |